# Babboe

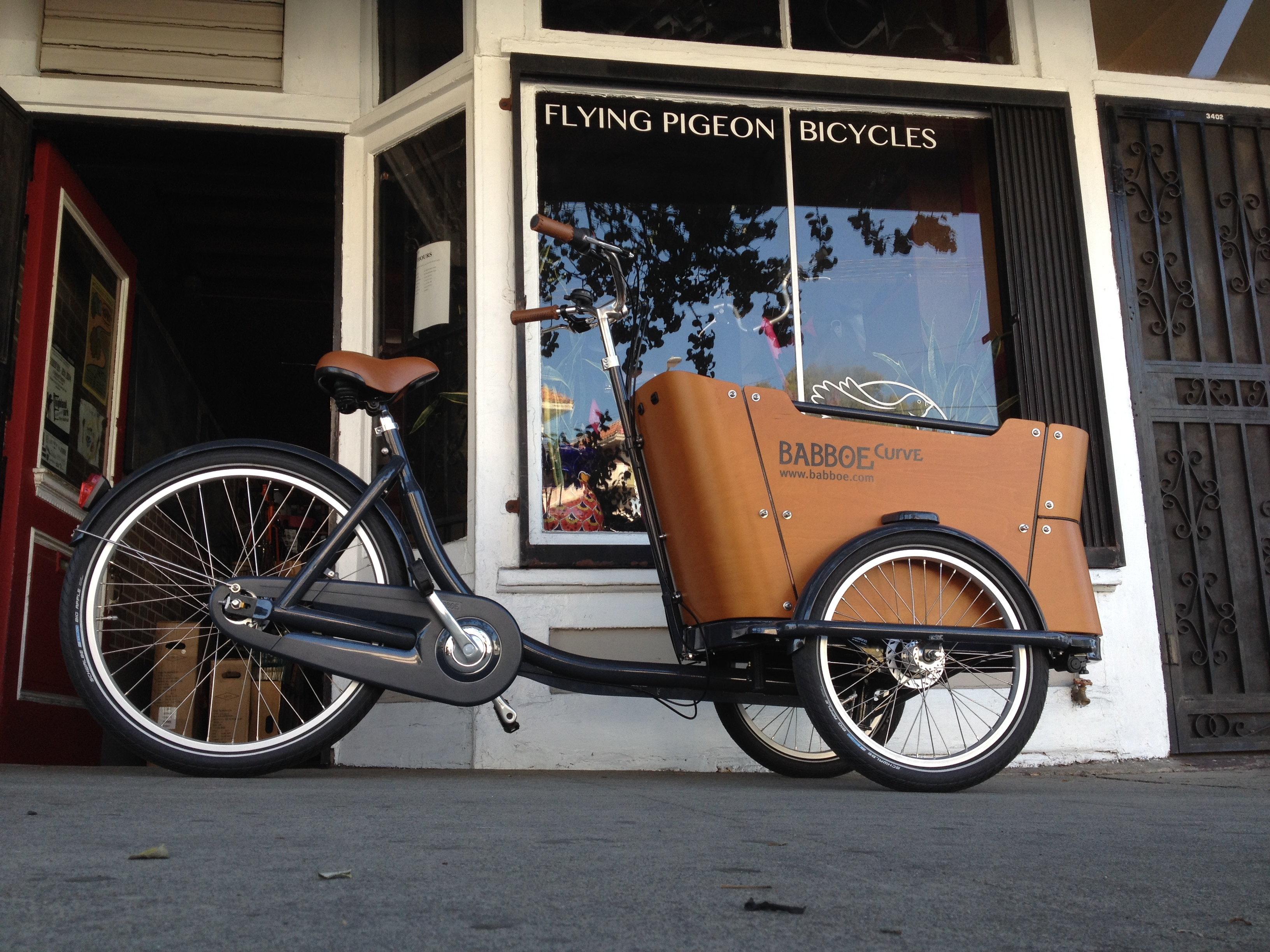
Modell Curve

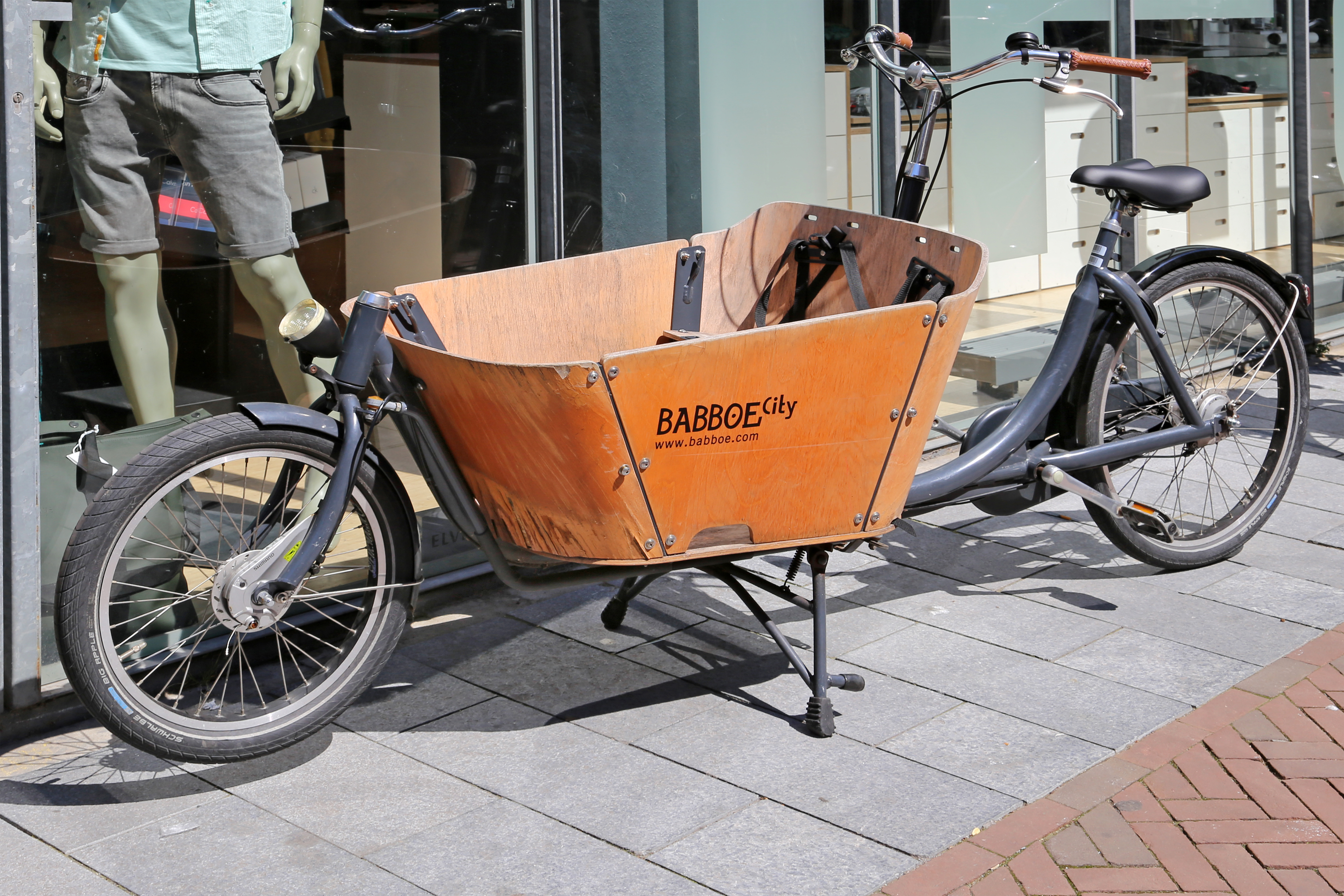
Modell Long John

Babboe ['bʌbu:] ist ein auf Lastenfahrräder spezialisierter niederländischer Fahrradhersteller. Die Firma wurde 2005 gegründet und ist nach eigenen Angaben europäischer Marktführer für Lastenräder.

## Geschichte und Sortiment
Babboe gehört über Velosophy zur Accell Group. Das Unternehmen geht auf eine holländische Elterninitiative aus dem Jahr 2005 zurück. Der Finanzinvestor KKR & Co. erwarb 2022 das Fahrradkonglomerat Accell für mehr als 1,7 Milliarden Euro (einschließlich Schulden).
Die Eltern suchten vergeblich ein qualitativ hochwertiges und zugleich bezahlbares Lastenfahrrad und planten daher eine eigene Entwicklung. 2007 kam das erste Lastenrad auf den Markt. Seitdem ist Babboe als Radhersteller für Familienfahrräder bekannt. Babboe ist inzwischen Marktführer in Europa und in 22 Ländern aktiv.
Zum Produktportfolio gehören zwei- und dreirädrige Familienlastenrädern, die sich auch für den Personen- oder Hundetransport eignen, sowie Lastenfahrräder zum gewerblichen Einsatz. Viele der Modelle werden sowohl mit Elektroantrieb (Hinterrad- oder Mittelmotor), als auch rein muskelgetrieben angeboten.

## Rückrufaktionen
Im Jahr 2019 veranlasste Babboe den Rückruf eines Modells wegen Schweißfehlern an Rahmenteilen. Im Jahr 2023 häuften sich Meldungen über Rahmenbrüche und bis Ende des Jahres erfolgten Ursachenuntersuchungen. Klare Informationen erfolgten jedoch nicht, so dass die niederländische Verbraucherbehörde Nederlandse Voedsel- en Warenautoriteit (NVWA) am 14. Februar 2024 ein Verkaufsverbot und einen verpflichtenden Rückruf für viele Modelle von Babboe-Lastenrädern entschied. Begründet wird dies von der NVWA mit aufgetretenen Rahmenbrüchen, auf die Babboe weder seinerseits reagiert habe, noch seiner Meldepflicht nachgekommen sei. Auch die Aufsichtsbehörden anderer EU-Staaten wurden informiert, weil die Produkte dort auch vertrieben werden. Das Unternehmen stellte auch in Deutschland und Österreich den Verkauf von Lastenrädern ein. Das Unternehmen führt in Deutschland für vier Modelle einen Rückruf durch und empfiehlt diverse andere bis auf Weiteres nicht zu nutzen. Welche Folgen der Rückruf für Verbraucher hat und wie das Unternehmen mit dem wirtschaftlichen Schaden umgehen kann, ist aktuell unklar.
Für folgende Modelle wurde in Deutschland ein Rückruf behördlich angeordnet:
- City / City-E
- Mini / Mini-E

Folgende Modelle werden von Babboe freiwillig zurückgerufen und sollten vorläufig nicht genutzt werden:
- Curve / Curve-E / Curve Mountain
- Big / Big-E
- Dog / Dog-E
- Max-E
- Mini Mountain
- Pro Trike / Trike-E
- Pro Trike XL
- Carve-E / Carve Mountain
- Slim Mountain
- Go-E, Go Mountain
- Flow-E, Flow Mountain
- City Mountain

In Deutschland hatte Babboe bisher einen Marktanteil von rund 15 Prozent, etwa 200.000 Lastenräder verschiedenster Hersteller sind bis Ende 2022 verkauft worden. Somit ergäben sich Rückrufe von bis zu 30.000 Babboe-Fahrrädern.
Am 28. März 2024 hat die niederländische Aufsichtsbehörde NVWA (Nederlandse Voedsel- en Warenautoriteit) eine strafrechtliche Untersuchung gegen Babboe wegen möglicher Täuschung eingeleitet. Babboe soll bewusst Fahrradrahmen versteckt und die Behörde getäuscht haben. Die NVWA bezeichnete das als „wirklich schockierend und empörend“.